# ラレド (スペイン)
ラレド（Laredo）は、スペイン・カンタブリア州のムニシピオ（基礎自治体）。

## 語源
ラレドの語源は不明瞭で、諸説が存在する。最も知られているのは、「砂地」または「岩がちな土地」を意味するラテン語のglaretumから派生したというものである。ラテン語でカモメを意味するlaridaから派生したという説も提案されている。一方では、バスク語で「よい草地」を意味するlarre onから派生したとする説もある。

## 歴史
ストラボンがその名を伝えたコリスコ人が、かつてラレドの地に暮らしていた。彼らはアソン川両岸に定住していた。
ラレドの町が初めて記されたのは968年である。それ以前の757年に、修道士フランシスコ・デ・ベルガンサが著作の中で漁村の存在を示していた。ラレドにあるサンタ・マリア・デル・プエルト・デ・サントーニャ修道院の特許状台帳によれば、ラレドの地はサントーニャ修道院のいくつかの所領とともにラレドのサン・マルティン協会へ提供されていた。
1200年、代官区の設置とともに王立都市の特権を得た。同年にアルフォンソ8世が署名した憲章によれば、ラレドの領域はアソン川河口とアグエラ川西の間の海岸にまで及んだ。憲章授与はラレドにとって重要な意味を持っていた。ラレドの船乗りたちは、1248年のセビーリャ征服に参加したことが証明されている（ラレドの紋章にも描かれている）。1295年、ラレドはマリスマス兄弟会（カンタブリア主要港で結成された船団）の一員となった。1339年にラレドの船団はタリファ遠征に参加、1375年にはラ・ロシェル遠征勝利に貢献し、カスティーリャが対ブルッヘ貿易を再開させることになった。
15世紀に町（villa）に昇格し、引き続いて船を、そして船員を商業、軍事、漁業のため提供した。これが徐々に、ラレドのユダヤ人コミュニティーを消滅させることになった。カトリック両王時代のラレドは、人口2000人が暮らす輝かしい時期にあった。カトリック両王とその子孫たちは、カスティーリャに近い港のラレドをよく利用した。女王フアナがフィリップ美公のもとへ嫁ぐ際や、カルロス1世がフランドルから上陸した際に立ち寄っている。
19世紀半ば、缶詰製造と塩漬け魚の製造という産業が導入された。また観光業が盛んになり、海水浴客が訪れるようになった。1960年代には「コスタ・エスメラルダの中心」と紹介された。

## 姉妹都市
- ラレド、アメリカ合衆国
- スノン、フランス
- グアダラハラ、メキシコ
- ティフアナ、メキシコ